# Аршанов, Денис Сергеевич
Денис Сергеевич Аршанов (род. 29 мая 1997 года) — российский пловец в ластах. Семикратный чемпион мира, победитель юниорского первенства мира, многократный чемпион России. Заслуженный мастер спорта России.

## Карьера
Тренируется в красноярской СДЮСШОР «Спутник». Тренеры — Попов П. А., Толстопятов И. А., Лисовик А. Н.
На юношеском первенстве мира 2014 года завоевал золото в эстафете 4×200 м с установлением мирового рекорда.
Приказом министра спорта России № 168-нг от 27 декабря 2017 года удостоен звания мастер спорта России международного класса.
На чемпионате России 2015 года завоевал две золотые медали на дистанции 400 метров и в составе сборной Красноярского края в эстафетном плавании в ластах 4×200 метров.
На чемпионате России 2018 года первенствовал на дистанции 400 метров, в составе сборной Красноярского края завоевал три серебра: в смешанной эстафете 4×50 метров, в эстафетах на 100 и 200 метров, а на 100-метровой дистанции финишировал третьим.
На чемпионате мира 2018 года выступал в предварительном заплыве в эстафете 4×200 метров. Завоевал золотую медаль.
Студент Института физической культуры, спорта и туризма.